# Max Jacob (Malerdichter)

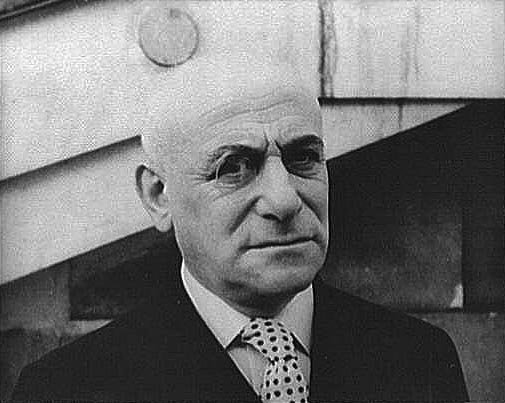
Max Jacob im Jahr 1934
Fotografie von Carl Van Vechten, aus der Van Vechten Collection der Library of Congress

Max Jacob (auch: Jakob; * 12. Juli 1876 in Quimper; † 5. März 1944 im Sammellager Drancy) war ein französischer Dichter, Maler und Schriftsteller.

## Leben

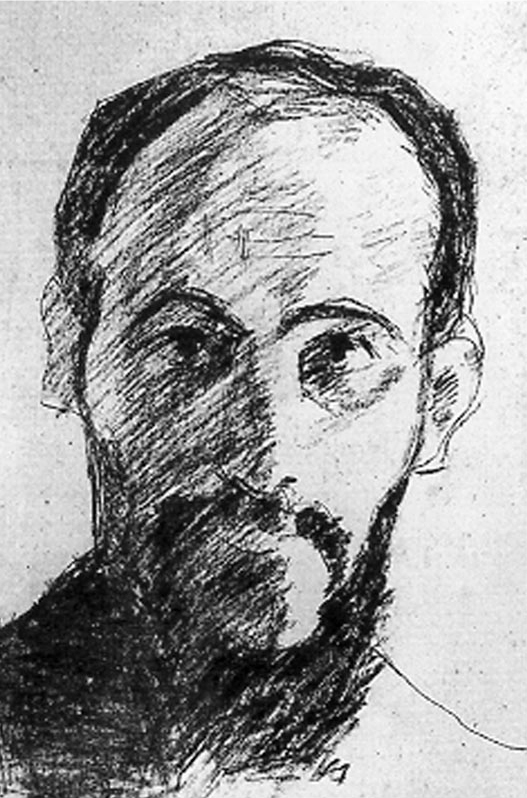
Max Jacob: Selbstporträt, 1901

Jacob verbrachte seine Jugend in der westfranzösischen Stadt Quimper. In seiner fiktiven Autobiographie, dem als Vorwort geplanten Abschnitt seines Romans Saint Matorel, beschreibt er sich als „an der Grenze der Bretagne“ geboren und „fünf Jahre als Matrose“ zur See gefahren.

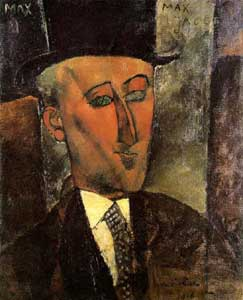
Amedeo Modigliani: Porträt von Max Jacob, Öl auf Leinwand, 1916

Danach ließ sich Jacob in Paris nieder und entschied sich 1897 für eine künstlerische Laufbahn. Er besuchte häufig das Künstlerviertel Montmartre und lebte im Quartier Montparnasse, wo er sich am Boulevard Voltaire mit Pablo Picasso ein Zimmer teilte. Durch ihn lernte er Guillaume Apollinaire kennen, durch den er Kontakte zu Jean Cocteau, Christopher Wood und Amedeo Modigliani knüpfte. Letzterer porträtierte ihn mehrmals. Jacob war auch mit dem späteren Politiker und Widerstandskämpfer Jean Moulin, der damals unter dem Pseudonym Romanin bekannt war, befreundet.
Im Jahre 1915 konvertierte Max Jacob vom Judentum zum Katholizismus. Dazu bewog ihn nach eigener Aussage eine Vision:
„Es war Gott, der kam… Welche Schönheit! Eleganz und Milde! Seine Schultern, sein Gang! Er trägt einen Mantel aus gelber Seide mit blauen Ärmelaufschlägen. Er dreht sich um, und ich sehe dieses friedvolle und strahlende Antlitz…“
Max Jacobs künstlerisches Werk stellt eine wichtige Verbindung zwischen den Symbolisten und Surrealisten dar, deutlich wird das beispielsweise in seinen Prosagedichten Le cornet à dés (1917) und in seinen Gemälden, die 1930 und 1938 in New York ausgestellt wurden.

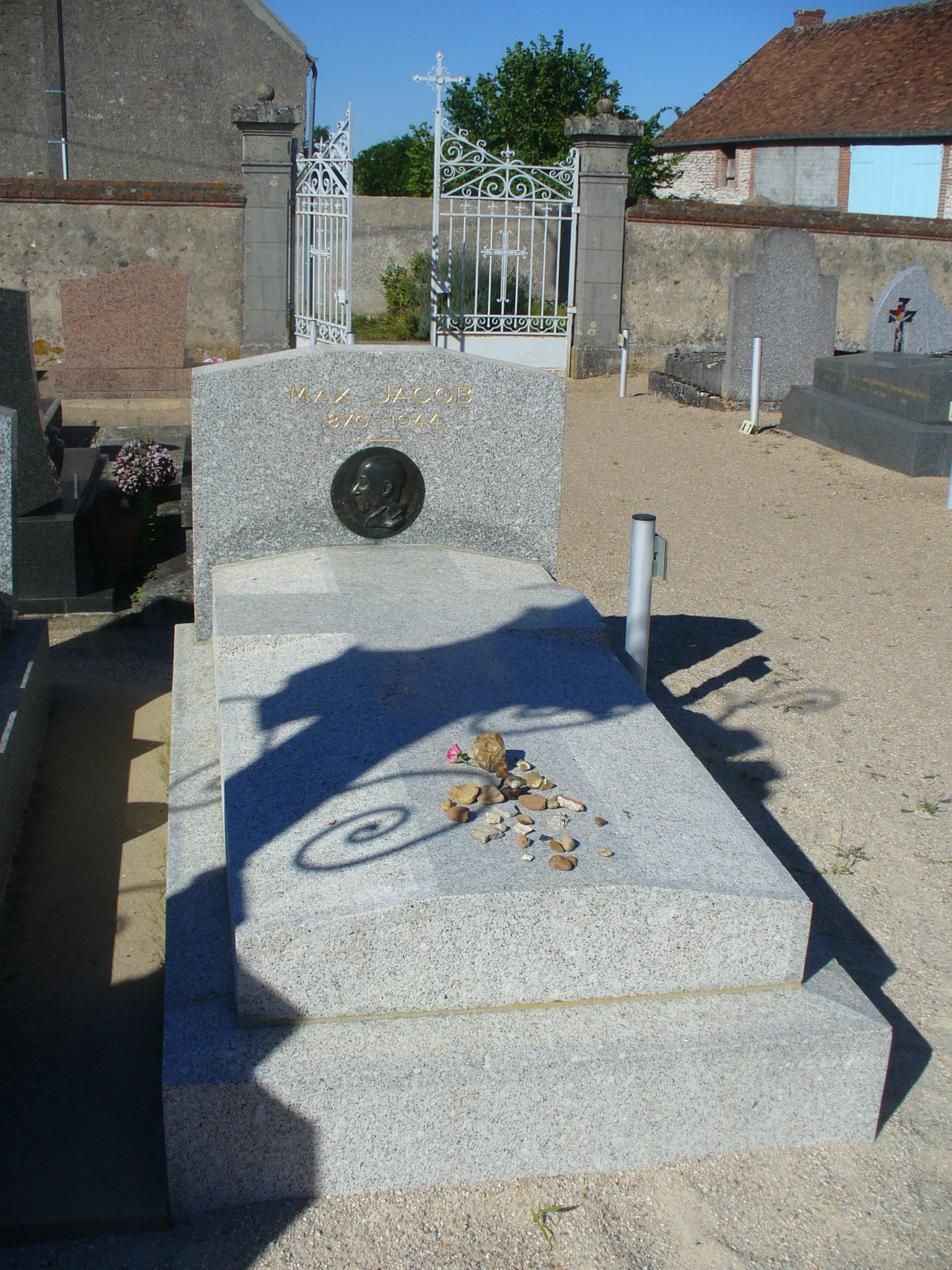
Max Jacobs Grabstätte

Nachdem Jacob von 1921 bis 1928 ein zurückgezogenes Leben im Benediktinerkloster in Saint-Benoît-sur-Loire geführt, einige Reisen unternommen und sich kurzzeitig in Paris aufgehalten hatte, kehrte er 1936 in das Kloster zurück.
Am 24. Februar 1944 wurde Max Jacob nach dem Besuch der Morgenmesse von der Gestapo verhaftet und in das Gefängnis von Orléans gebracht. Zuvor waren bereits sein Bruder, seine Schwester und ihr Ehemann nach Auschwitz deportiert und dort ermordet worden. Jacob wurde später in das Sammellager Drancy gebracht. Jean Cocteau und Sacha Guitry hatten sich für eine Freilassung eingesetzt.
In Drancy starb Max Jacob am 5. März 1944 an einer Lungenentzündung. Zunächst in Ivry-sur-Seine begraben, wurde sein Leichnam nach dem Zweiten Weltkrieg im Jahr 1949 auf Veranlassung seiner Freunde Jean Cassou, Picasso und René Iché auf den Friedhof von Saint-Benoît-sur-Loire überführt.

## Werke

### Bilder

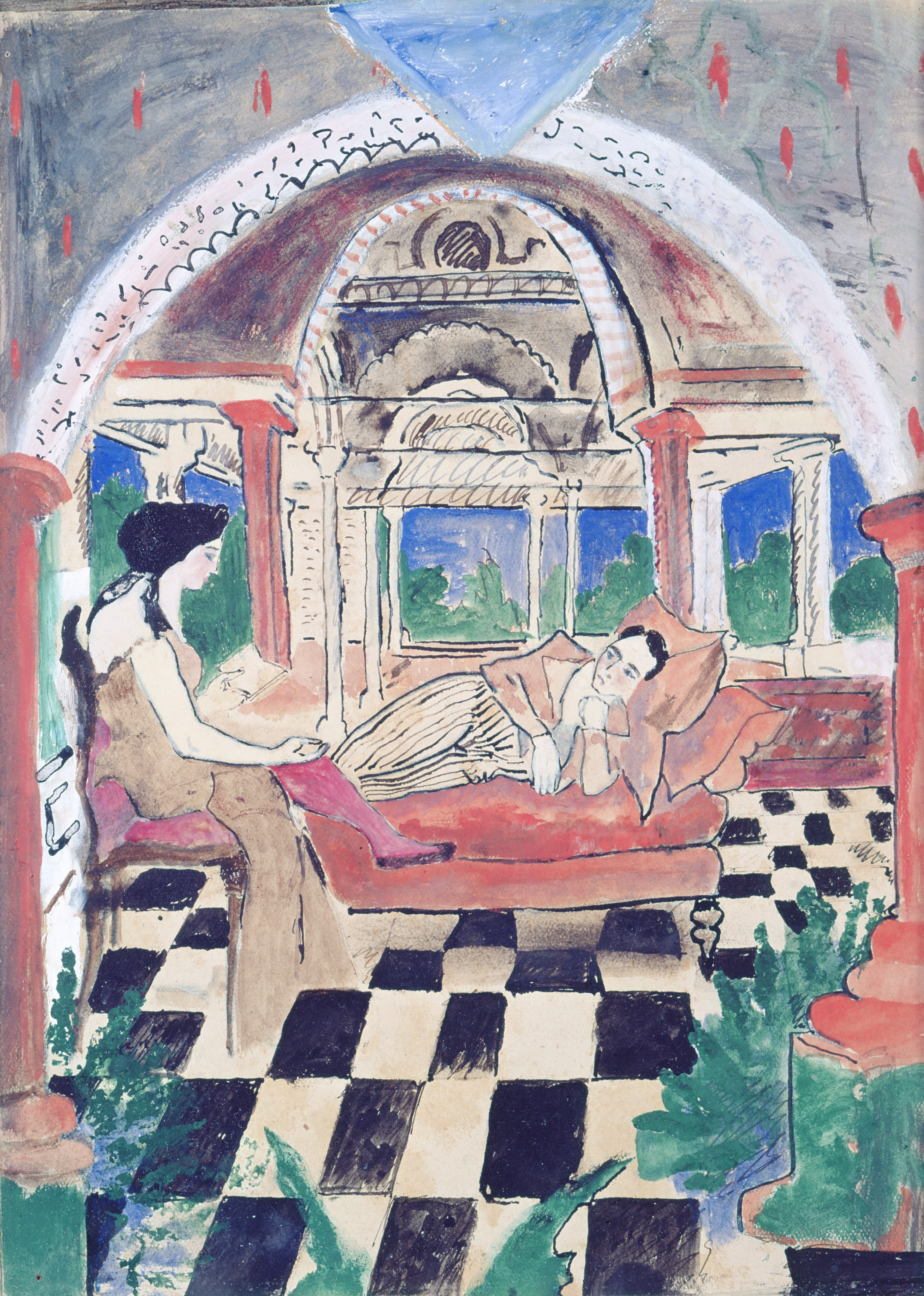
Apollinaire et sa muse, 1910, Musée des Beaux-Arts d’Orléans
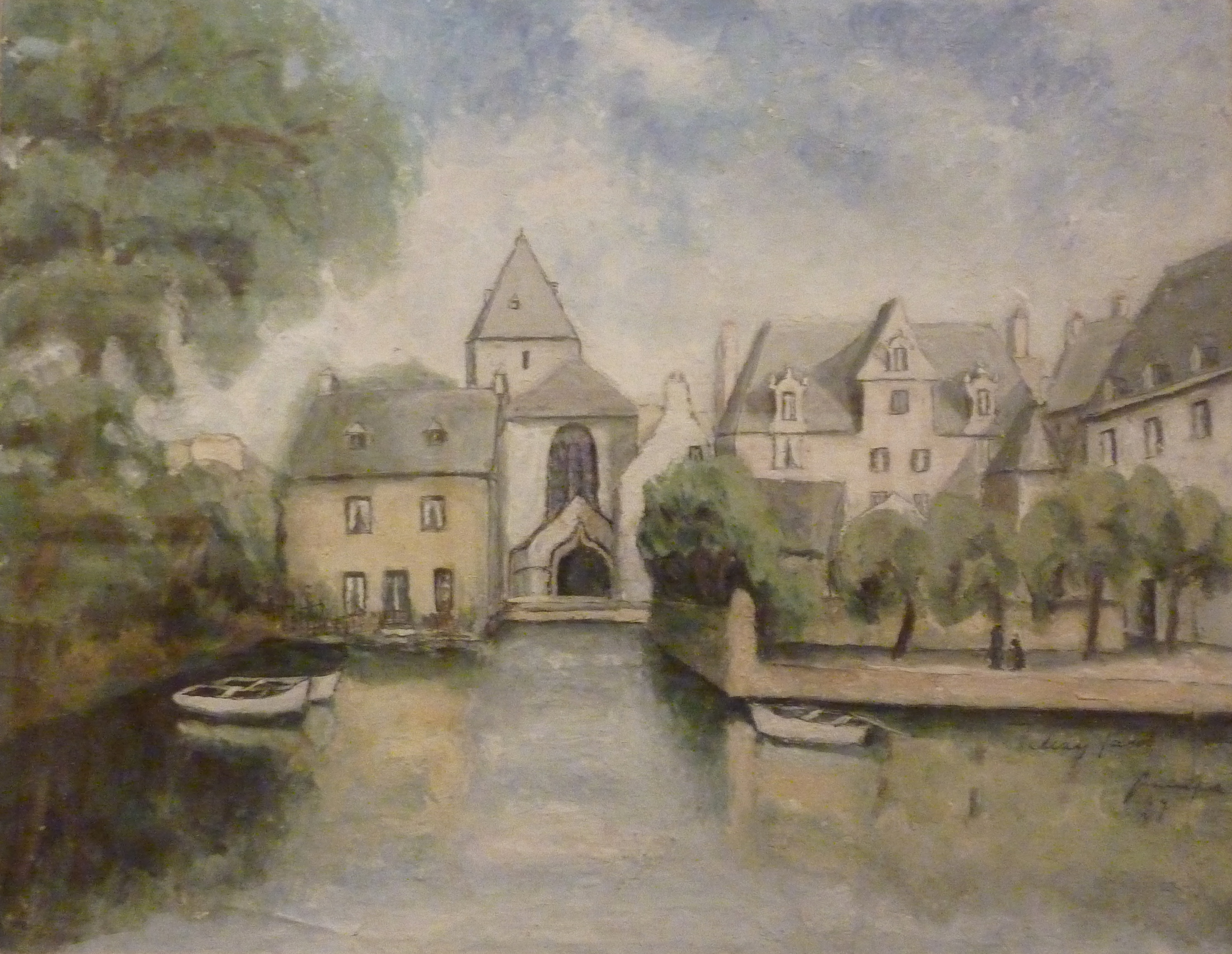
L'église de Locmaria, gouache sur papier, 1927
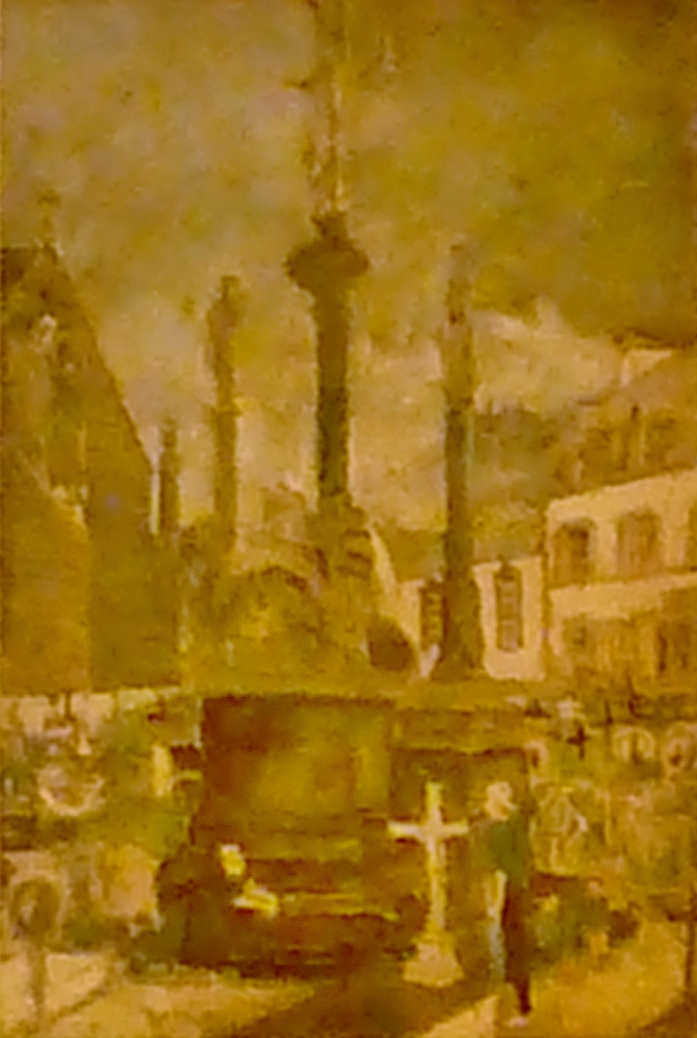
Le calvaire de Guengat, 1930, Musée des beaux-arts de Quimper
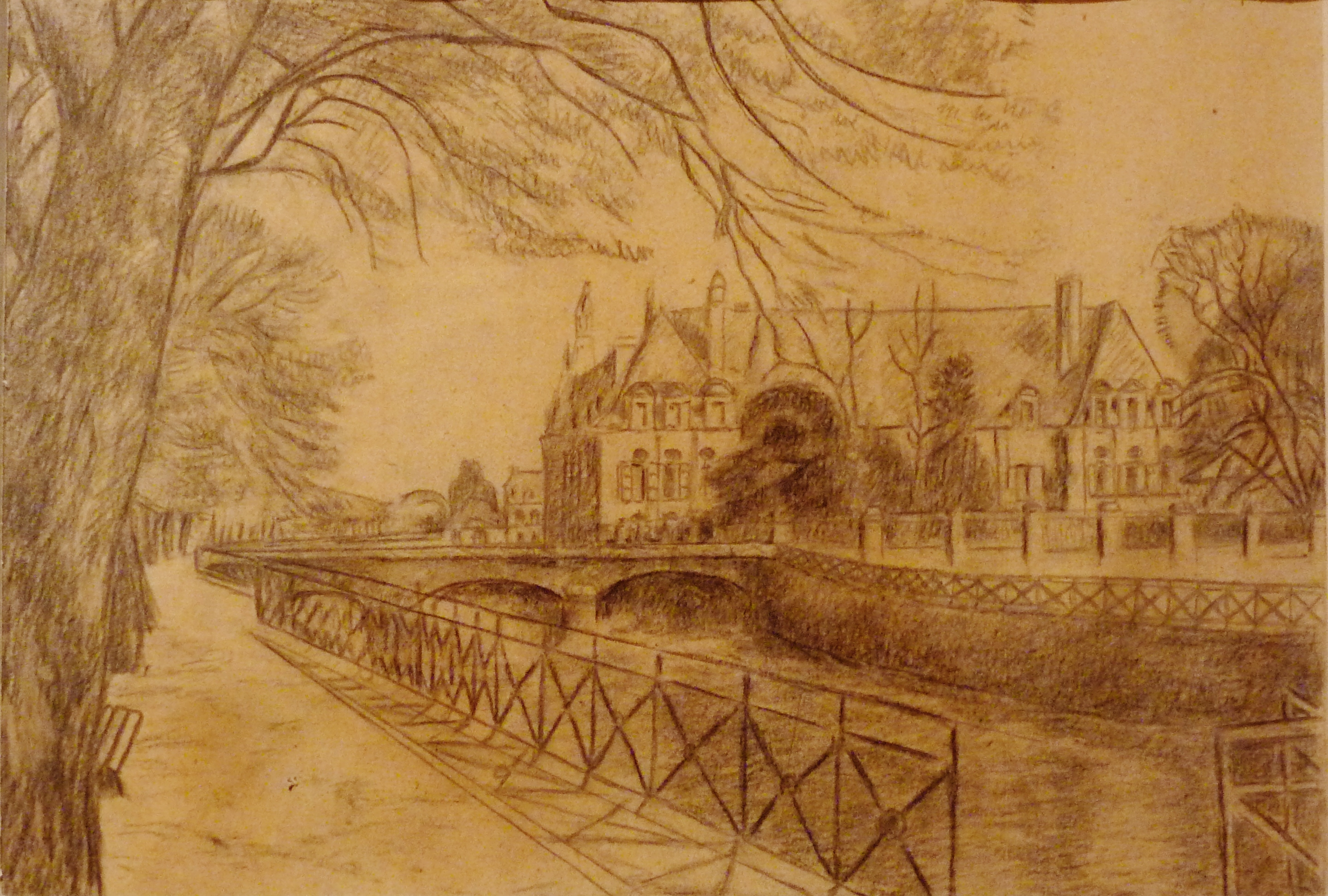
L'Odet devant la préfecture, mine de plomb sur papier beige
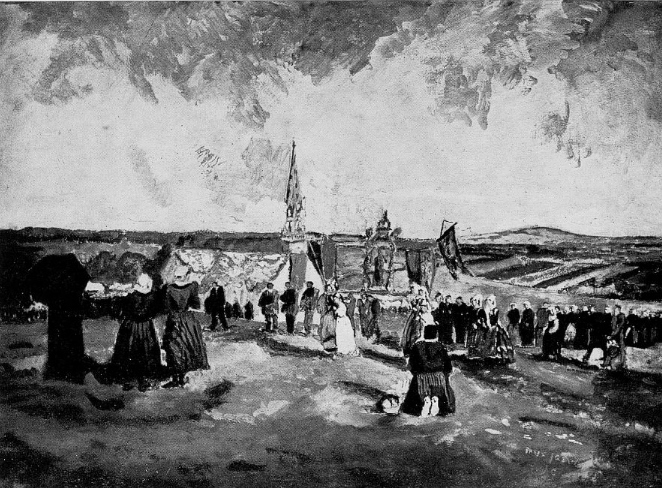
Le pardon de Sainte-Anne, gouache, ca. 1930
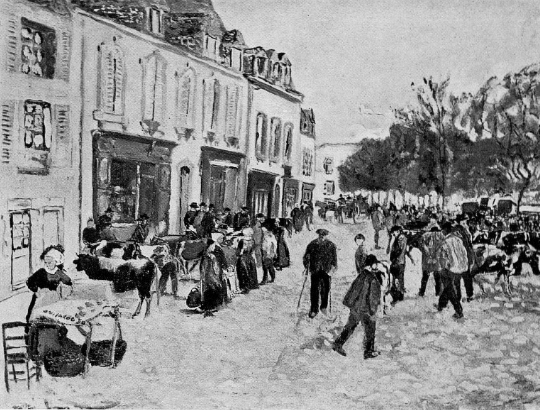
Le marché à Pont-l'Abbé, gouache, ca. 1930
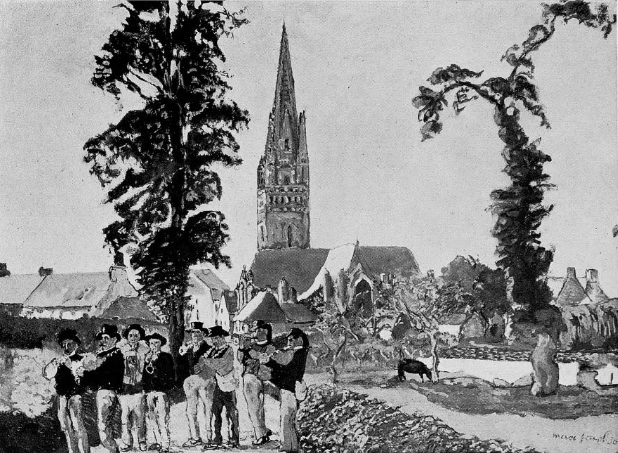
Le clocher de Ploaré, gouache
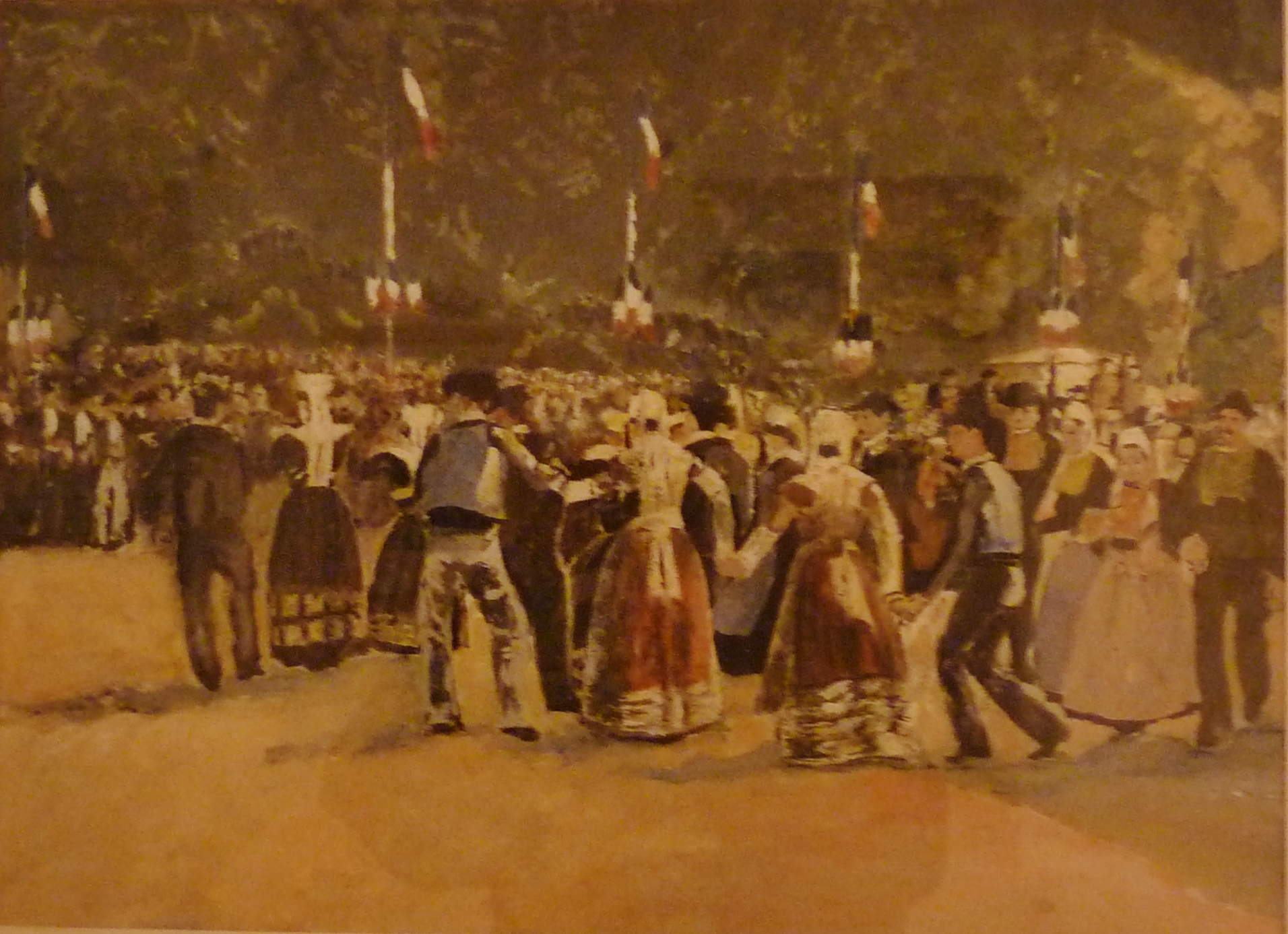
Fêtes à Quimper, gouache sur papier, 1930
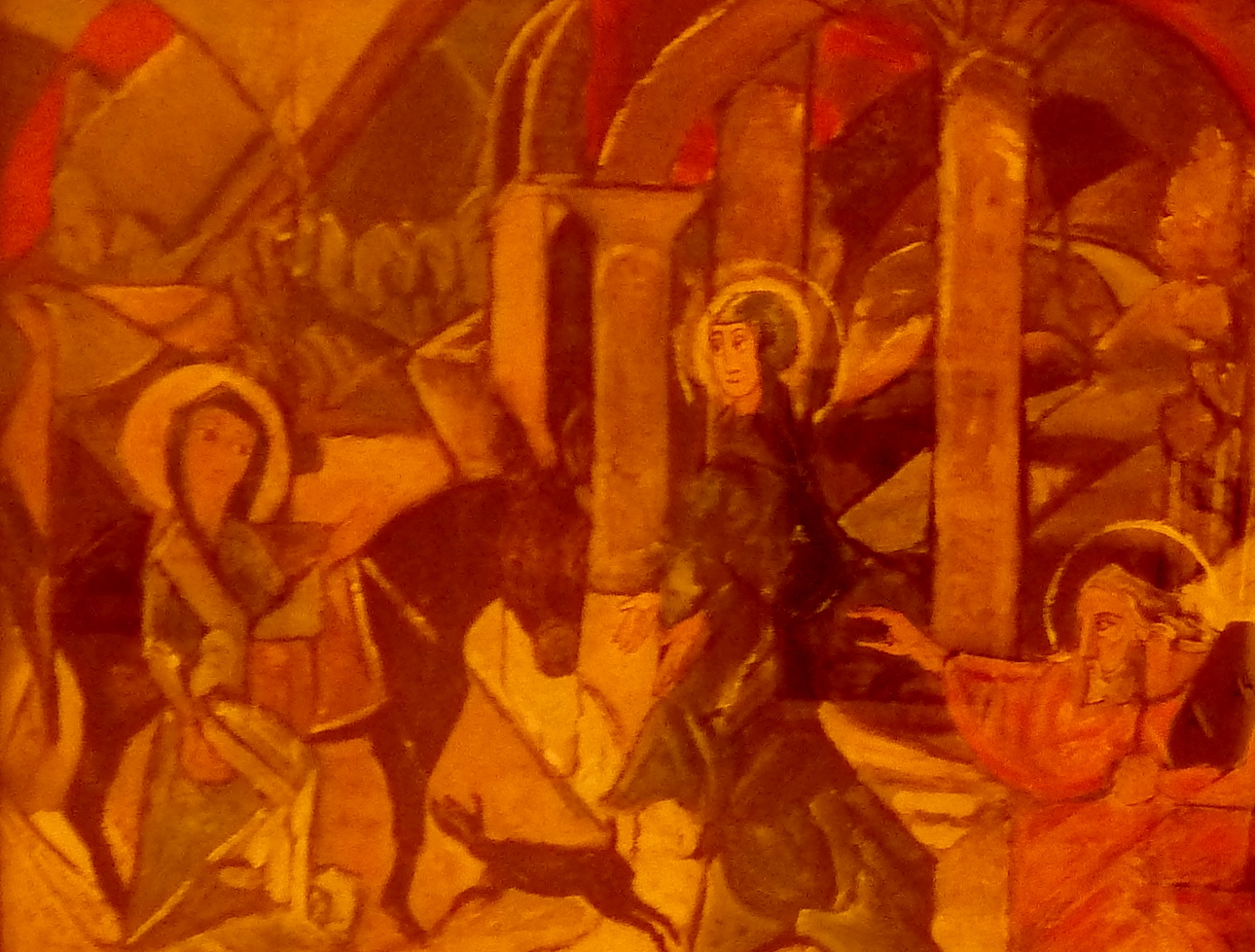
La Visitation, 1938
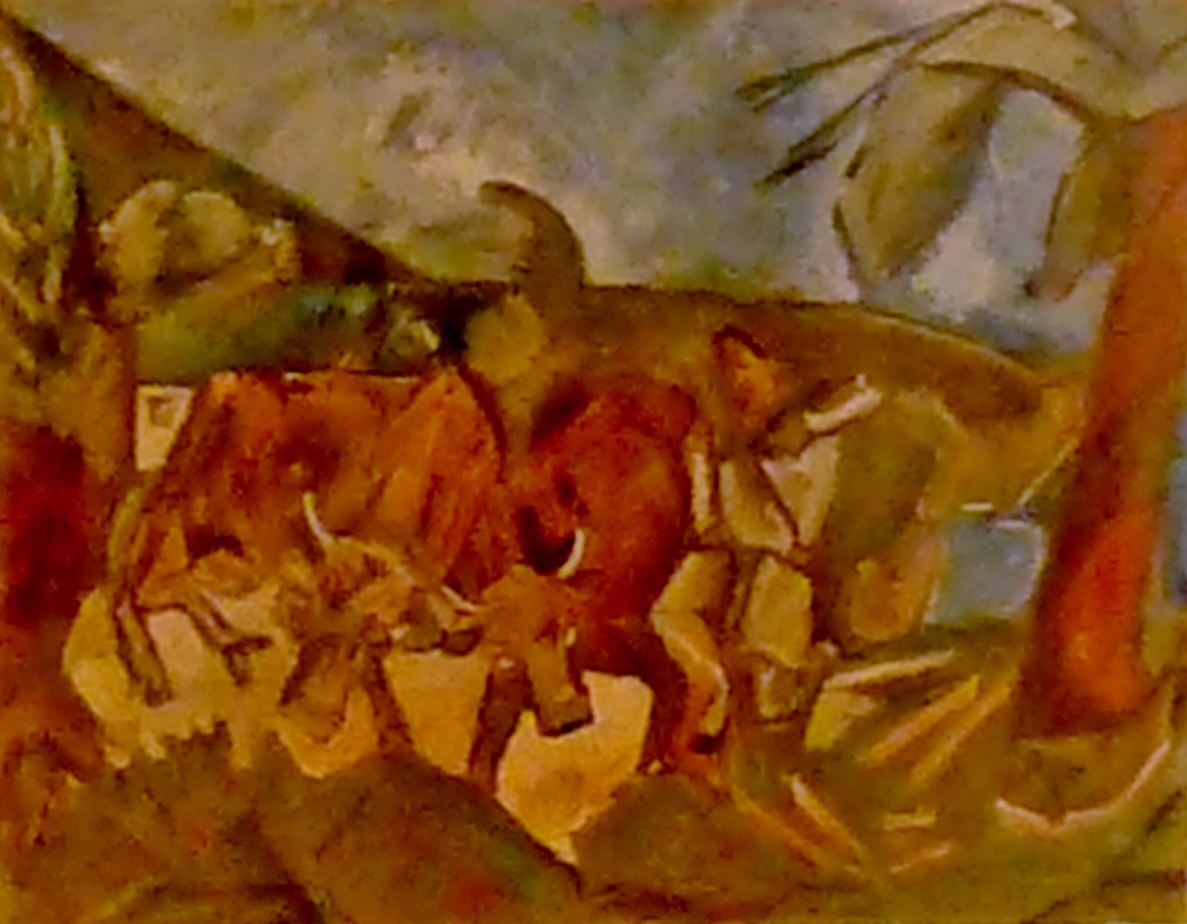
Vaches dans un paysage, 1943

### Liste
- 1910: Apollinaire et sa muse
- 1911: La Côte
- 1912: Œuvres burlesques et mystiques de Frère Matorel
- 1914: Le Siège de Jérusalem‚ grande tentation céleste de Frère Matorel
- 1917: Le Cornet à dés
- 1918: Le phanérogame
- 1919: La Défense de Tartufe
- 1920: Cinématoma
- 1921: Le laboratoire central
- 1921: Le Roi de Béotie
- 1922: Le Cabinet noir
- 1922: Art Poétique
- 1923: Filibuth ou la Montre en or
- 1923: Le Terrain Bouchaballe
- 1924: Visions infernales
- 1924: L'Homme de chair et l'Homme reflet
- 1925: Les Pénitents en maillots roses
- 1927: Le fond de l'eau
- 1929: Le tableau de la Bourgeoisie
- 1931: Rivage
- 1932: Bourgeois de France et d'ailleurs
- 1938: Ballades

## Veröffentlichungen
- Saint-Matorel. Galerie Kahnweiler, Paris 1911.
  - Deutsche Erstausgabe: Saint-Matorel. Roman. Mit vier Radierungen von Pablo Picasso. Aus dem Französischen übersetzt und mit einem Nachwort von Una Pfau. Osburg, Hamburg 2020, ISBN 978-3-95510-214-2, Rezension.[3]
- Le Cornet à Dés, Le Cornet à II, Derniere Poèmes. Éditions Gallimard, Paris 1945, 1955, 1961.
  - Deutsche Ausgabe: Der Würfelbecher. (= Bibliothek Suhrkamp, Band 220.) Gedichte in Prosa. Aus dem Französischen übersetzt und mit einer Nachbemerkung von Friedhelm Kemp. Suhrkamp, Frankfurt am Main 1968, Rezension.[4]
- Conseils à un jeune poète. Éditions Gallimard, Paris 1945.
  - Erste deutsche Ausgabe: Ratschläge für einen jungen Dichter. Aus dem Französischen übersetzt von Friedhelm Kemp. Mit 27 Offsets von Horst Antes nach dem Zeichenalphabet der Stummen. Kösel, München 1969.[4]
  - Zweite deutsche Ausgabe: Ratschläge für einen jungen Dichter. Aus dem Französischen übersetzt und mit einer Nachbemerkung von Friedhelm Kemp. Alexander, Berlin 1985, ISBN 3-923854-16-1.

## Filme
- 2007: Monsieur Max. Spielfilmbiografie, Frankreich; Regie: Gabriel Aghion; mit Jean-Claude Brialy[5]